# Omloop Het Volk 1988
L'Omloop Het Volk 1988, quarantaduesima edizione della corsa, si svolse il 5 marzo per un percorso di 246 km, con partenza ed arrivo a Sint-Amandsberg. Fu vinto dal belga Ronny Van Holen della squadra Roland davanti agli olandesi Johan Lammerts e  John Talen.

## Ordine d'arrivo (Top 10)
| Pos. | Corridore        | Squadra      | Tempo    |
| ---- | ---------------- | ------------ | -------- |
| 1    | Ronny Van Holen  | Roland       | 5h50'00" |
| 2    | Johan Lammerts   | Toshiba      | a 7"     |
| 3    | John Talen       | Panasonic    | a 18"    |
| 4    | Rudy Dhaenens    | PDM-Ultima   | s.t.     |
| 5    | Hendrik Redant   | Isoglass     | s.t.     |
| 6    | Étienne De Wilde | Sigma-Fina   | s.t.     |
| 7    | Sean Kelly       | KAS-Canal 10 | s.t.     |
| 8    | Carlo Bomans     | Lotto-Merckx | s.t.     |
| 9    | Henri Manders    | Weinmann     | s.t.     |
| 10   | Marc Sergeant    | Hitachi      | s.t.     |